# Centro Cultural Minnetrista
El Centro Cultural Minnetrista ( en inglés : Minnestrista Cultural Center o simplemente Minnestrista) es un Museo, centro cultural y campus-jardín botánico en Muncie, Indiana.
Las colecciones del museo se centran en la historia cultural local de la Indiana centro oriental, e incluye temas de la vida familiar y comunitaria, ocio y entretenimiento, la industria, el trabajo, y las artes.
La casa de George Alexander Ball, conocida como Oakhurst, fue construida en 1895, siendo diseñada por el arquitecto Louis Gibson. El primer piso está amueblado para aparecer tal como estaba en la década de 1920.
El campus incluye un museo con exposiciones temporales, el hogar histórico llamado Oakhurst, varios jardines temáticos, esculturas al aire libre y una parte del pasillo verde del White river.

## Localización
Minnetrista 1200 North Minnetrista Parkway Muncie, Delaware county, Indiana 47303 United States of America-Estados Unidos de América. 
Planos y vistas satelitales.40°12′20.77″N 85°23′22.67″O / 40.2057694, -85.3896306

## Historia
En 1887, la familia Ball trasladó su empresa de fabricación de vidrio desde Buffalo, Nueva York a Muncie, Indiana. La "Ball Brothers Glass Company" se convirtió en uno de los fabricantes de frascos para conservas más conocidos de los Estados Unidos.
La familia en 1893 compró la mayor parte de la tierra a lo largo de la orilla norte del White river. Se comprometieron a proyectos comunitarios que mejoraran la calidad de vida de los residentes de Indiana centro oriental. Un acontecimiento desafortunado, la quema de una de las casas de la familia Ball en la década de 1960, le sirvió de inspiración para la segunda generación de la familia Ball. Esa inspiración haría florecer en el tiempo más de lo que nunca imaginó: un lugar para el aprendizaje permanente.
La palabra "Minnetrista" significa "un lugar de reunión por el agua", y era el nombre de la casa original construida por Frank Clayton Ball en 1894, que se quemó en 1967. La familia Ball creó la palabra por la unión de la palabra Sioux "mna" que significa "agua" combinada con la palabra de la lengua inglesa "tryst" (cita). El "Minnetrista Cultural Center" fue construido el año 1988 en el mismo lugar que ocupaba la casa.
Minnetrista tiene cuatro eventos anuales: Feria del Jardín en la primavera, "Faeries, Sprites, and Lights" (Hadas, duendes, y luces) en julio; "Summer Stage Fest" en varias ocasiones durante el verano, y "Enchanted Luminaria Walk" (Senda Encantada con Luminarias) el primer fin de semana de diciembre. Además, Minnetrista alberga un mercado de los granjeros que atrae a 45.000 visitantes al año.

## Colecciones
Hay varios jardines temáticos, entre los que se incluyen:
- Nature Area - tres representaciones de hábitat nativo de Indiana, una charca, bosques y praderas
- Oakhurst Gardens - situado junto a la casa Oakhust, cuenta con un jardín formal, jardines hundidos, jardines arbolados y jardín del patio
- Wishing Well Garden - diseñado en 2000 por los "Delaware Master Gardeners", con temas característicos de las Cuatro Estaciones, y los jardines de la Luna, los pájaros y las mariposas.
- Rose Garden (rosaleda)
- Children's Garden
- Colonnade Garden
- Orchard Courtyard - un jardín en contenedores con una muestra periódica estacional.

En el exterior hay muchas esculturas al aire libre adquiridos por los miembros de la familia Ball.

## Encanto Natural
Minnetrista tiene acres de jardines formales y naturales, una amplia zona de restauración natural que incluye rótulos interpretativos, lagunas y senderos. 
Minnetrista está trabajando para crear un amplio Sistema de información geográfica (SIG) basado en la creación de un mapa de todo el campus, incluyendo una base de datos detallada de las plantas disponibles. Este proyecto es una colaboración entre el Departamento de Horticultura de Minnetrista, la "Delaware County Office of Geographic Information" (Oficina del Condado de Delaware de Información Geográfica) y la Universidad Estatal Ball que proporciona puestos de prácticas a través de los departamentos de la Arquitectura del Paisaje, Recursos Naturales, Geografía, o Biología.

## Enlaces relacionados
- Universidad Estatal Ball
- Colección de orquídeas y banco de especies Wheeler
- Christy Woods